# Villahermosa, Mariano Escobedo
Villahermosa är en ort i Mexiko.   Den ligger i kommunen Mariano Escobedo och delstaten Veracruz, i den sydöstra delen av landet, 210 km öster om huvudstaden Mexico City. Villahermosa ligger 2 658 meter över havet och antalet invånare är 199.
Terrängen runt Villahermosa är kuperad åt sydväst, men åt nordost är den bergig. Runt Villahermosa är det tätbefolkat, med 411 invånare per kvadratkilometer. Närmaste större samhälle är Orizaba, 15,2 km sydost om Villahermosa. I omgivningarna runt Villahermosa växer i huvudsak städsegrön lövskog.